# Alec Lindsay
Alec Lindsay (Bury, 1948. február 27. –) válogatott angol labdarúgó, hátvéd.

## Pályafutása

### Klubcsapatban
1965 és 1969 között a Bury, 1969 és 1977 között a Liverpool, 1977–78-ban a Stoke City labdarúgója volt. A Liverpoollal három angol bajnoki címet és egy kupagyőzelmet ért el. Tagja volt az 1972–73-as és az 1975–76-os UEFA-kupagyőztes illetve az 1976–77-es BEK-győztes csapatnak. Pályafutását 1978–79-ben a tengeren túl az amerikai Oakland Stompers, majd a kanadai Toronto Blizzard együttesében fejezte be.

### A válogatottban
1974-ben négy alkalommal szerepelt az angol válogatottban.

## Sikerei, díjai
Liverpool FC
- Angol bajnokság
  - bajnok (3): 1972–73, 1975–76, 1976–77
- Angol kupa (FA Cup)
  - győztes: 1974
  - döntős: 1977
- Angol szuperkupa (FA Charity Shield)
  - győztes (2): 1974, 1976
- Bajnokcsapatok Európa-kupája (BEK)
  - győztes: 1976–77
- UEFA-kupa
  - győztes (2): 1972–73, 1975–76

## Statisztika

### Mérkőzései az angol válogatottban
| Anglia | Anglia          | Anglia                         | Anglia      | Anglia   | Anglia    | Anglia     | Anglia | Anglia  |
| #      | Dátum           | Helyszín                       | Hazai       | Eredmény | Vendég    | Kiírás     | Gólok  | Esemény |
| ------ | --------------- | ------------------------------ | ----------- | -------- | --------- | ---------- | ------ | ------- |
| 1.     | 1974. május 22. | London, Wembley Stadion        | Anglia      | 2 – 2    | Argentína | barátságos | -      |         |
| 2.     | 1974. május 29. | Lipcse, Zentralstadion         | NDK         | 1 – 1    | Anglia    | barátságos | -      |         |
| 3.     | 1974. június 1. | Szófia, Levszki Stadion        | Bulgária    | 0 – 1    | Anglia    | barátságos | -      |         |
| 4.     | 1974. június 5. | Belgrád, Crvena zvezda Stadion | Jugoszlávia | 2 – 2    | Anglia    | barátságos | -      |         |
|        | Összesen        |                                |             | 4        | mérkőzés  |            | 0      | gól     |